# Uzbequistão
O Uzbequistão ou Usbequistão, oficialmente República do Uzbequistão (em usbeque: Ўзбекистон Республикаси; romaniz.: Oʻzbekiston Respublikasi), é um país duplamente encravado localizado na Ásia Central, composto de doze províncias, uma república autônoma e a capital Tasquente. A língua oficial é o uzbeque. A área é de 448.978 km². A população atual do país é de mais de 37,5 milhões de pessoas . A moeda é soma. O Uzbequistão é um estado laico com uma forma constitucional de governo semipresidencial. O Uzbequistão é membro da Organização dos Estados Turcos, CEI, ONU, OSCE, SCO. A religião principal é o islamismo, e a maioria dos uzbeques são muçulmanos. O Uzbequistão faz fronteira com o Cazaquistão ao norte, o Quirguistão a nordeste e leste, o Tajiquistão a sudeste, o Afeganistão ao sul e o Turcomenistão a sul e oeste.
A região onde o país atualmente situa-se fez parte do Canato Túrquico e, posteriormente, do Império Timúrida, sendo conquistada no início do Século XVI por nômades turcomanos. Seu território foi anexado pelo Império russo na segunda metade do século XIX e em 1924 tornou-se uma das repúblicas da União Soviética, a República Socialista Soviética Uzbeque. Três meses antes da dissolução da URSS, declarou sua independência no dia 31 de agosto de 1991.
O Uzbequistão é oficialmente uma república democrática, laica, constitucional unitária com uma herança cultural diversa. O país tem como língua oficial o uzbeque, língua túrcica escrita no alfabeto latino e falada nativamente por cerca de 85% da população; o russo, no entanto, também é muito utilizado. 81% dos habitantes do país são uzbeques, seguidos por russos (5,4%), tajiques (4,0%), cazaques (3,0%), e outras minorias étnicas (6,5%). A maioria da população denomina-se muçulmana, sem seguir algum ramo específico. O Uzbequistão é membro da Comunidade dos Estados Independentes (CEI), da Organização para a Segurança e Cooperação na Europa (OSCE), da Organização das Nações Unidas (ONU) e da Organização para Cooperação de Xangai (OCX). Embora seja oficialmente uma república democrática, organizações não governamentais de direitos humanos costumam definir o país como "um Estado autoritário com direitos civis limitados".
A economia do país depende principalmente da produção de commodities, tais como algodão, ouro, urânio e gás natural. Apesar do governo declarar que uma transição para uma economia de mercado é um de seus principais objetivos, ele continua a exercer grande controle sobre a economia do país.

## Etimologia
O nome "Uzbegistán" é mencionado pela primeira vez no século XVI, por Mirza Muhammad Haidar Dughlat, um princípe, comandante militar, político e historiador do Mogulistão. Três raízes competem quanto à origem do adjetivo "stão", que acompanha o nome do país e que, na família das línguas iranianas, significa "terra de". Essas três raízes consideram que o adjetivo pode significar "livre", "independente" ou o "próprio senhor" (do turcomano: "próprio") ou bek ("mestre" ou "líder"); pode ser, ainda, uma homenagem a Oguz Cagã, também conhecido como Ogus Begue, tratando-se, portanto, de um epônimo; e por último, há a possibilidade de a origem do adjetivo ser uma contração de "Uğuz", amalgamado com "bek", "oguz-líder". Todas às três origens têm a sílaba e o fonema meio sendo cognata com o título turco Beg.
O lugar costumava ser escrito como Ўзбекистон em cirílico, a escrita usada durante o regime soviético.

## História
O território do Uzbequistão foi povoado desde o segundo milénio a.C. Existem achados arqueológicos de ferramentas e monumentos de homens primitivos nas regiões de Fergana, Tasquente, Bucara, Corásmia e Samarcanda.
As primeiras civilizações existentes no Uzbequistão foram a Sogdiana, Báctria e Corásmia. Os territórios destes estados foram integrados no império persa aqueménida no século IV a.C., de que fizeram parte durante vários séculos. Desse facto resulta que parte da cultura persa tenha sido preservada no Uzbequistão até aos dias de hoje, onde muitos uzbeques falam persa bem como russo, além de uzbeque.
Em 327 a.C., Alexandre, o Grande conquista Sogdiana e Báctria, casando-se com Roxana, filha de Oxiartes, um chefe de Sogdiana. Contudo, segundo reza a história, a conquista em pouco ajudou Alexandre pelo que a resistência popular foi intensa, causando danos ao seu exército nesta região.
Em 1220 os seus territórios foram tomados por Gengis Cã, passando a integrar o Império Mongol.
No século XIV, Tamerlão subjugou os mongóis e criou um império. As suas campanhas militares estenderam-se até ao Médio Oriente. Tamerlão derrotou ainda o sultão otomano, Bajazeto I. Tamerlão visionava constituir a capital do seu império em Samarcanda, uma cidade de população predominantemente tajique. A imagem de Tamerlão seria tomada mais tarde como referência histórica na construção da identidade nacional uzbeque.
No início do século XIX perto de 3 200 km separavam a Índia Britânica das regiões extremas da Rússia Czarista. Grande parte desse território intermédio permanecia por cartografar.
O Império Russo iniciou então a sua expansão e estendeu-se pela Ásia Central. O período do "Grande Jogo" é geralmente considerado como o período decorrente entre 1813 e a Convenção Anglo-Russa de 1907.
Nesta região, a sua entrada deu-se após uma vitória fulgurante do general Mikhail Tcherniaev. Eles subjugam inicialmente em 1884 os canatos de Bucara e de Quiva, e seguidamente o Leste do atual Uzbequistão, incluindo Tasquente (1865). Os territórios conquistados foram reagrupados num ajuntamento administrativo sob o nome de Turquestão Ocidental. Em março de 1876, o Canato de Cocande sucumbe por seu turno às mãos dos russos.
O Uzbequistão como nação única e distinta apenas existe desde 27 de outubro de 1924, quando diversas entidades territoriais da Ásia Central foram reunidas na República Socialista Soviética Uzbeque. Em 1925, o Uzbequistão integra a URSS.

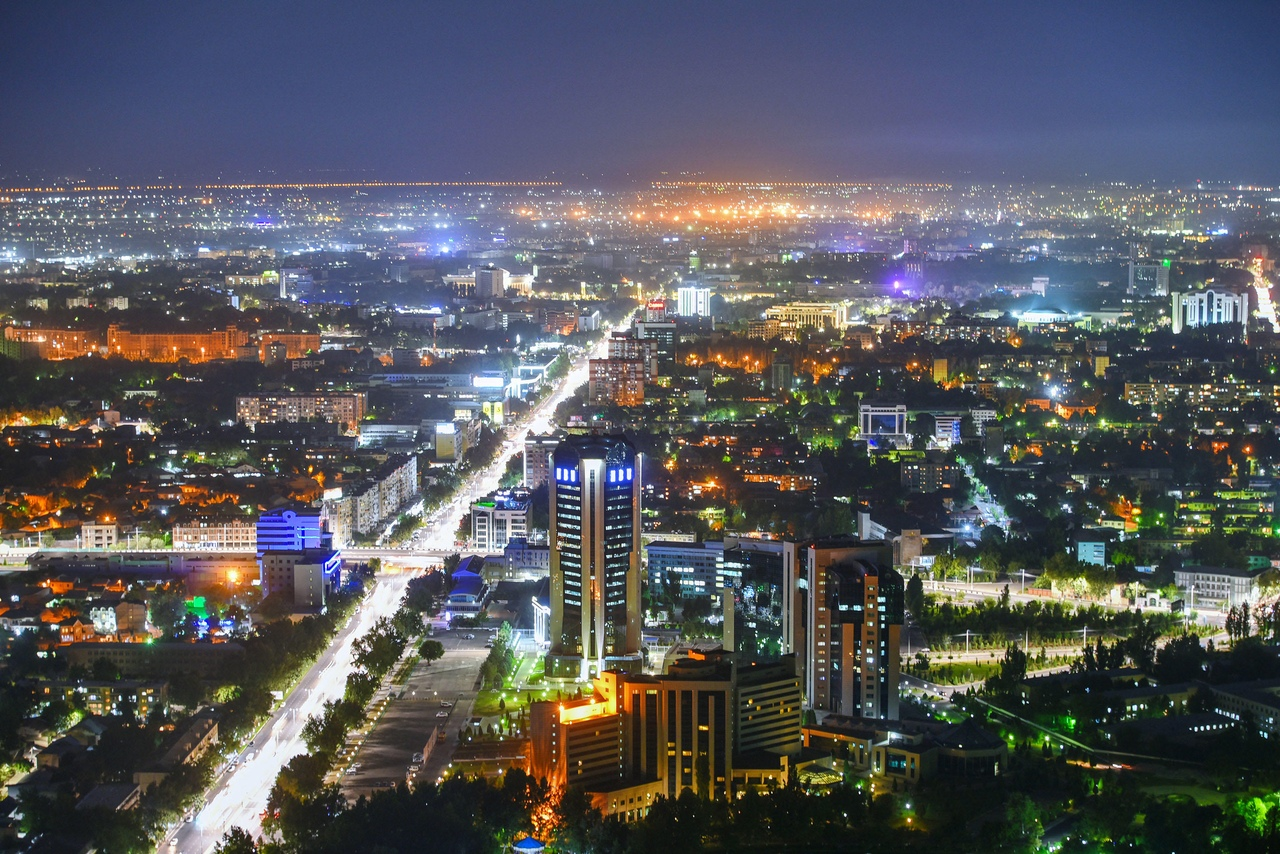
Tasquente, capital do Uzbequistão

Durante a Segunda Guerra Mundial, o Uzbequistão acolheu várias centenas de milhares de famílias soviéticas em fuga das invasões Nazistas a ocidente, entre os quais muitos órfãos da guerra, o que veio acelerar a russificação da república, principalmente a capital, Tasquente. Uma parte das indústrias pesadas da parte europeia da URSS evacuou-se também para o Uzbequistão. Essas fábricas permaneceram no Uzbequistão após o final da guerra, contribuindo para a industrialização da república.
No dia 31 de agosto de 1991, o Uzbequistão declarou a sua independência, mesmo que relutante, marcando o 1 de setembro como feriado nacional. Subsequentes tensões étnicas levaram perto de dois milhões de Russos a abandonar o país para a Rússia. Os uzbeques de etnia russa não têm qualquer estatuto legal na Rússia nem em qualquer outro país e encontram-se portanto espalhados pelo mundo, particularmente na Europa e Estados Unidos.
No dia 13 de maio de 2005 violentos protestos ocorreram em Andijan no seguimento da detenção de 23 muçulmanos acusados de serem fundamentalistas islâmicos. Os manifestantes tomaram de refém perto de trinta pessoas. Os soldados dispararam então sobre a multidão provocando um número elevado de mortos. O número exato de vítimas não é consensual, pelo que ao número oficial de 176 vítimas mortais, outras versões apontam para a ordem do milhar.
Nesse mesmo dia em Tasquente, um homem tomado erradamente por um bombista suicida foi abatido junto da embaixada de Israel.
O país procura agora diminuir a sua dependência do sector agrícola - é o segundo maior exportador mundial de algodão - enquanto tenta explorar as suas reservas minerais e petrolíferas.

## Geografia

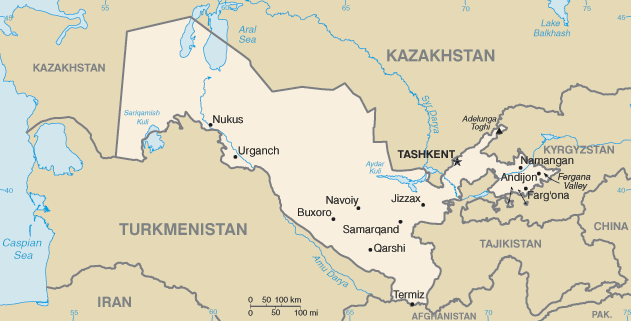
Fronteiras do Uzbequistão

Alguns dados sobre a geografia do Uzbequistão:
- Localização: Ásia Central
- Área total: 448 900 km²[2] (terra: 425 400; água: 22 mil km²)
- Vizinhos: Afeganistão, Cazaquistão, Quirguistão, Tajiquistão e Turcomenistão
- Coordenadas: 41°22'38.97"N,64°35'6.94"L
- Extensão total da fronteira: 6 221 km
- Extensão de fronteira com países vizinhos: Afeganistão (137 km), Cazaquistão (2 203 km), Quirguistão (1 099 km), Tajiquistão (1 161 km) e Turcomenistão (1 621 km)
- Terreno: A maior parte do território de Uzbequistão é formado por planícies (perto de quatro quintos do território). Ao leste e nordeste estão as ramificações situadas no Tian Shan (leste) e na montanha Adelunga Toghi (nordeste), onde se acreditava estar o ponto mais elevado do país com 4 301 m de altitude. Contudo, as montanhas Pamir, a sudeste, detêm este ponto, com 4 643 m no pico Khazret Sultan, na fronteira com o Tajiquistão. Também há um dos maiores desertos do mundo, Quizilcum, situado na parte central do Uzbequistão.
- Recursos minerais: O país possui gás natural, carvão mineral, ouro, cobre, tungstênio, e bismuto. Há poços de petróleo abertos.
- Clima: O clima do país é na maior parte altitude média deserto-continental. A diferença das temperaturas, conforme as épocas do ano, é significativa. A temperatura média em janeiro é abaixo de -6 °C. A média de ascensões de temperatura é maior de 32 °C em julho. A quantidade de chuva é pequena, fazendo com que a agricultura dependa na maior parte de irrigação.

## Demografia
Em 2019, o Uzbequistão tinha a maior população dentre todos os países da Ásia Central, com 32 768 725 habitantes, quase metade da população total da região. A população do Uzbequistão é muito jovem: 34,1% de seus habitantes têm menos de 14 anos (estimativa de 2008). Segundo fontes oficiais, os uzbeques representam a maioria (80%) da população total. Outros grupos étnicos incluem russos (2%), tajiques (5%), cazaques (3%), caracalpaques (2,5%) e tártaros (1,5%) (estimativas de 1996).
Assim como em outros países da Ásia Central, a população da República do Uzbequistão é relativamente "jovem", com a maioria em idade ativa. 42% da população total são jovens em idade pré-ativa, 51% estão em idade ativa e 7% são mais velhos do que a idade ativa.
Composição étnica da população do Uzbequistão em 2021:
- Uzbeques — 29,2 milhões de pessoas, ou 84,4% da população.
- Tadjiques — 1,7 milhão de pessoas;
- Cazaques — 821,2 mil pessoas;
- Caracalpaques — 752,7 mil pessoas;
- Russos — 720,3 mil pessoas;
- Quirguizes — 291,6 mil pessoas;
- Turcomenos — 206,2 mil pessoas;
- Tártaros — 187,3 mil pessoas;
- Coreanos — 174,2 mil pessoas;
- Ucranianos — 67,9 mil pessoas;
- Azeris — 41,2 mil pessoas;
- Bielorrussos — 18,5 mil pessoas;
- Outras nacionalidades: 426,4 mil pessoas [22]

Há alguma controvérsia sobre a porcentagem da população tajique. Enquanto os números oficiais do estado colocam o número em 5%, o número é considerado um eufemismo e, de acordo com relatórios não verificáveis, alguns estudiosos ocidentais estimam o número entre 10% e 15%. Historicamente, os uzbeques como povo foram formados a partir da unificação de muitas tribos, e algumas fontes citam o número de 92 tribos que se tornaram parte da nação uzbeque . Hoje, a maioria dos uzbeques são misturados e representam diferentes graus de diversidade. O Uzbequistão tem uma população étnica coreana que foi forçada a se mudar para a região por Stalin, do Extremo Oriente Soviético, em 1937–1938. Existem também pequenos grupos de armênios no Uzbequistão, principalmente em Tasquente e Samarcanda.
A nação é 88% muçulmana, principalmente sunita, com uma minoria xiita de 5%. Cerca de 9% da população é ortodoxa oriental e 3% de outras religiões. O Relatório de Liberdade Religiosa Internacional, do Departamento de Estado dos Estados Unidos, relatou que, em 2004, 0,2% da população era budista (sendo coreanos étnicos).
Boa parte dos judeus bucaranos, falantes da sua própria língua derivada do tajique vive na Ásia Central, principalmente no Uzbequistão, há milhares de anos. Em 1989 havia 94 900 judeus no Uzbequistão (cerca de 0,5% da população de acordo com o censo de 1989). Desde a dissolução da União Soviética, a maioria dos judeus da Ásia Central deixou a região para os Estados Unidos, Alemanha, ou Israel. Em 2007, menos de 5 000 judeus permaneciam no Uzbequistão.
Os russos no Uzbequistão representavam 5,5% da população total em 1989. Durante o período soviético, russos e ucranianos constituíam mais de metade da população de Tasquente. O país contava com quase 1,5 milhão de russos, 12,5% da população, no censo de 1970. Após a dissolução da União Soviética, ocorreu uma emigração significativa de russos étnicos, principalmente por razões econômicas.
Nos anos 1940, os tártaros da Crimeia, juntamente com os alemães do Volga, os chechenos, os gregos pônticos, os kumaks e muitas outras nacionalidades foram deportados para a Ásia Central.
Aproximadamente 100 000 tártaros da Crimeia continuam vivendo no Uzbequistão. O número de gregos em Tasquente diminuiu de 35 000 em 1974 para cerca de 12 000 em 2004. A maioria dos turcos meskhetianos deixou o país após os pogroms no vale de Fergana, em junho de 1989. Pelo menos 10% da força de trabalho do Uzbequistão trabalha no exterior (principalmente na Rússia e no Cazaquistão) e em outros países.
O Uzbequistão possui uma taxa de alfabetização de 99,3% entre adultos com mais de 15 anos (estimativa de 2003), o que é atribuível ao sistema educacional gratuito e universal implantado no período da União Soviética. A expectativa de vida no Uzbequistão é de 66 anos entre homens e 72 anos entre mulheres.

## Transportes
O sistema de transporte no Uzbequistão é de grande importância. O país possui um sistema de transporte desenvolvido, incluindo transporte ferroviário, rodoviário, metropolitano e transporte aéreo. A maneira mais conveniente de viajar entre as cidades é por trens de alta velocidade, como o Afrosiyob e o Sharq. As regiões centrais do país, a densidade populacional, a combinação de centros industriais e agrícolas e a presença de um sistema de transporte desenvolvido são de vital importância para o Uzbequistão.

### Transporte ferroviário

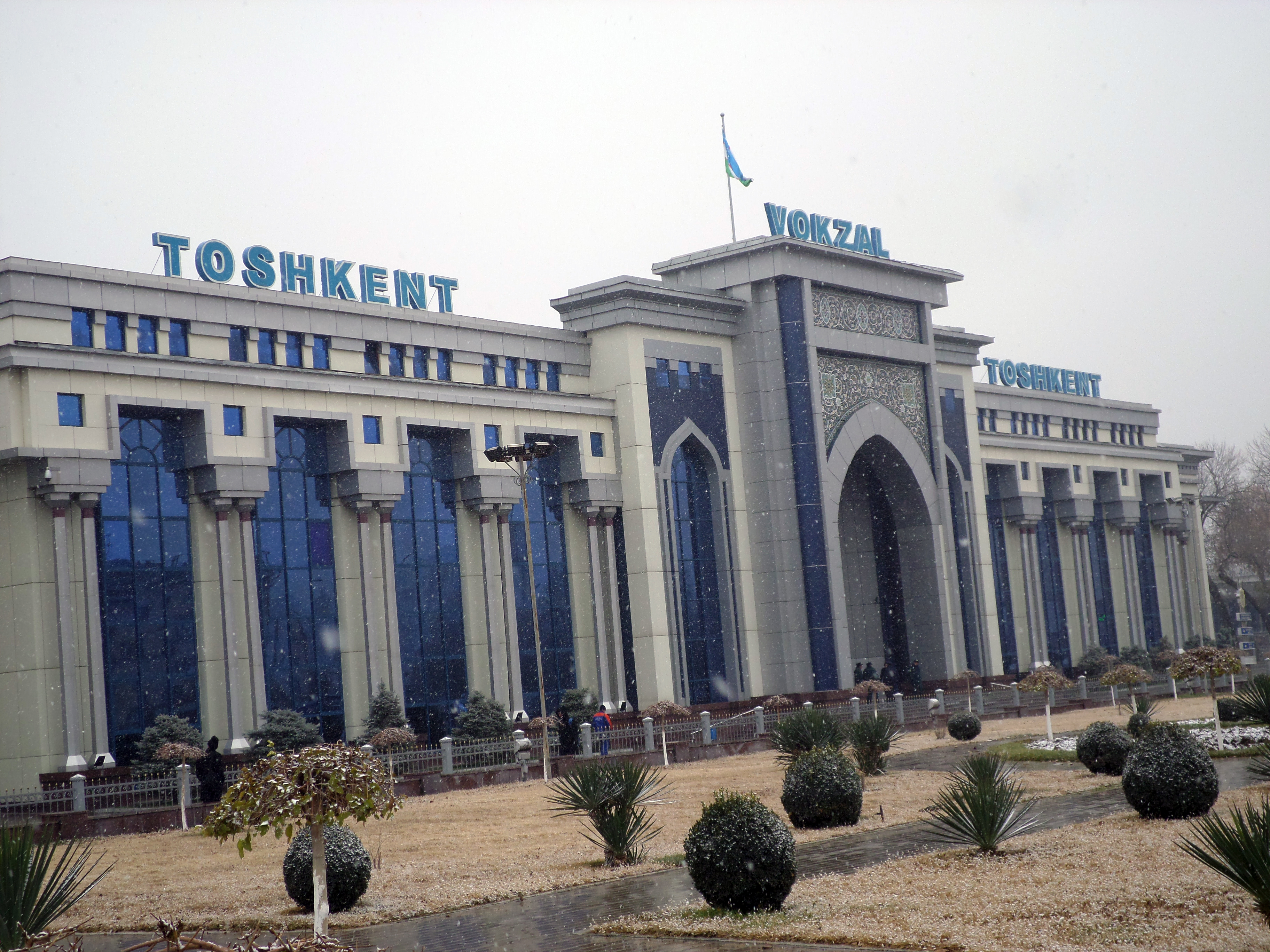
Toshkent shimoliy vokzali

A Uzbekistan Railways é operada pela empresa estatal «Uzbekistan Temir Yollar». Esta empresa foi fundada em 7 de novembro de 1994. Em 2021, a extensão das ferrovias no Uzbequistão era de 7.400 quilômetros. Destes, mais de 1.300 quilômetros são eletrificados. A principal linha ferroviária do Uzbequistão faz parte da Ferrovia Transcaspiana da empresa estatal «Uzbekistan Temir Yollar». As estradas atravessam o território da República do Uzbequistão, conectando Tashkent com cidades localizadas às margens do rio Amu Dária. O Uzbequistão tem ligações ferroviárias com todos os países vizinhos. Esses estados incluem: Cazaquistão, Quirguistão, Turcomenistão, Tajiquistão e Afeganistão.

### Aviação civil
Após a declaração de independência da República do Uzbequistão, em conformidade com o Decreto do Presidente da República do Uzbequistão de 28 de janeiro de 1992, a Companhia Aérea Nacional Uzbekistan Airways foi criada com base no Departamento de Aviação Civil do Uzbequistão, que estava sob a jurisdição do antigo Ministério da Aviação Civil da União. O transporte aéreo é um dos principais setores da economia do Uzbequistão, servindo ao desenvolvimento dos laços internacionais, econômicos, diplomáticos e culturais do país com o mundo exterior . Em Tashkent, Nukus, Samarcanda, Bukhara, Urgench, Termez, Karshi, Namangan, Fergana, Navoi existem aeroportos equipados com equipamentos modernos. O Aeroporto Internacional de Tashkent é o maior aeroporto internacional da região da Ásia Central. A companhia aérea nacional Uzbekistan Airways realiza regularmente 20 voos internacionais. 44 escritórios de representação foram abertos em cidades da Europa, América, Sudeste Asiático e nos países da CEI . Ao longo dos anos de independência, o Governo da República do Uzbequistão destinou 1 bilhão e 200 milhões de dólares à indústria da aviação. Investimentos na ordem de dólares americanos foram realizados e uma infraestrutura moderna e desenvolvida foi construída. Todos os voos internacionais são realizados em aeronaves Boeing 767/757, A-310 e U-85. A companhia aérea nacional Uzbekistan Airways coopera com grandes empresas europeias, como a Airbus Industry, empresas americanas Boeing, o escritório de design russo Ilyushin e empresas alemãs e francesas em diversas áreas. 

## Cultura
As tradições e os valores nacionais uzbeques – étnicos e morais – têm como objetivo, desde os tempos antigos, preservar a família da desintegração e degradação, o respeito, a veneração e a autoridade das gerações anteriores e a hospitalidade para com os estrangeiros.
A dos uzbeques é vibrante e original, tendo sido formada ao longo de milhares de anos e absorvido as tradições, costumes dos povos que habitaram o território do moderno Uzbequistão em diferentes épocas. Os antigos persas, gregos, tribos turcas, árabes nômades e russos deram sua contribuição a ela. As tradições do Uzbequistão multinacional refletem-se na música, danças, pintura, artes aplicadas, língua, culinária e no vestuário. A cultura uzbeque é a quintessência das culturas da Ásia Central, mas, ao mesmo tempo, cada região do Uzbequistão tem seus próprios tons únicos, que são mais claramente manifestados nas vestimentas nacionais e nos dialetos locais.

### Patrimônios Mundiais da UNESCO
O Uzbequistão possui cinco sítios culturais e dois naturais na lista do Patrimônio Mundial da UNESCO. Os sítios culturais são:
- Itchan Kala (Khiva), adicionado em 1990
- Centro Histórico de Bukhara, adicionado em 1993
- Centro Histórico de Shakhrisyabz, adicionado em 2000
- Samarcanda – Encruzilhada de Culturas, adicionado em 2001
- Rota da Seda Corredor Zarafexã-Karakum, adicionado em 2023

Os sítios naturais são:
- Tian-Shan Ocidental, adicionado em 2016
- Desertos Frios de Inverno de Turã, adicionado em 2023[48]

### Religiões

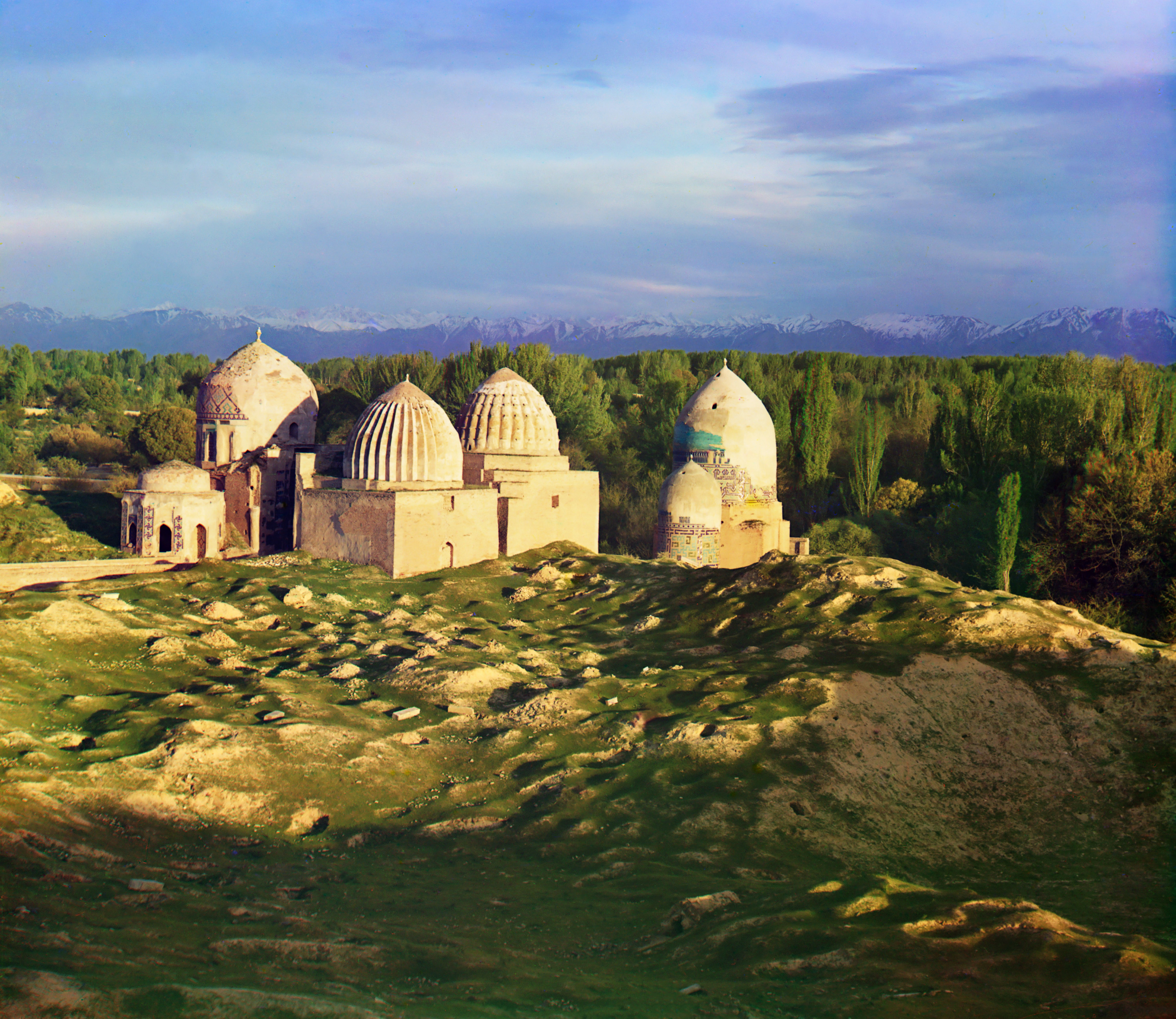
Mesquita Shakh-i Zindeh, em Samarcanda

O islã é a religião dominante no Uzbequistão. Embora o poder soviético (1924–1991) tenha desencorajado a expressão da crença religiosa, um relatório do Centro de Pesquisa Pew Research Center, de 2009, afirmou que a população do Uzbequistão é 93,3% muçulmana. Os cristãos ortodoxos russos representavam 7% da população em 2014. Estima-se que 93 000 judeus viviam no país no início dos anos 1990. Além disso, restam cerca de 7 400 zoroastristas no Uzbequistão, principalmente em áreas tajiques como Khujand.
Apesar da predominância do islã, a prática da fé está longe de ser monolítica. Os uzbeques praticaram muitas versões do islã. O conflito da tradição islâmica com várias agendas de reforma ou secularização, ao longo do século XX, deixou uma ampla variedade de práticas islâmicas na Ásia Central. 90% são muçulmanos sunitas e são seculares ou não crentes; 1% são xiitas.

O fim do controle soviético no Uzbequistão, em 1991, não provocou um aumento imediato do fundamentalismo associado à religião, como muitos haviam previsto, mas sim um gradual reencontro com os preceitos da fé islâmica. No entanto, desde 2015, há um ligeiro aumento na atividade islâmica, com pequenas organizações como o Movimento Islâmico do Uzbequistão declarando lealdade ao ISIL e contribuindo com combatentes no exterior, embora a ameaça terrorista no próprio Uzbequistão permaneça baixa.

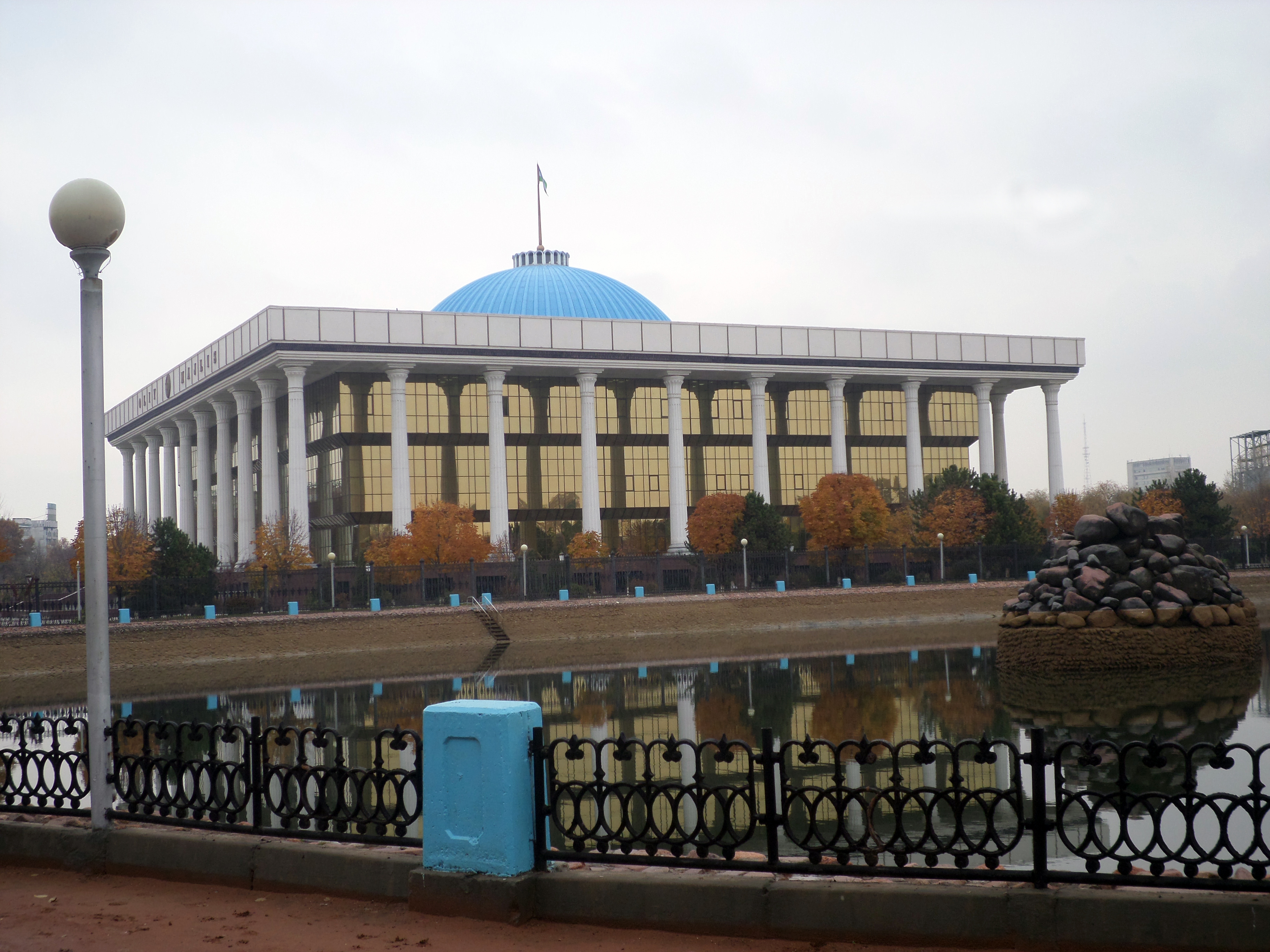
Assembleia Nacional do Uzbequistão

## Política
O Uzbequistão é uma república presidencialista, em que o presidente é tanto chefe de Estado como chefe de governo. O poder legislativo é bicameral, constituído pela Câmara Legislativa e pelo Senado. Cargos no governo do Uzbequistão são em grande parte dependentes de adesão política a um clã, e não de filiação partidária.

## Subdivisões
O Uzbequistão está dividido em 12 províncias (singular: viloyat, plural: viloyatlar), uma república autónoma (respublikasi) e uma cidade autónoma (shahar) - capitais entre parênteses:
| 1. Tasquente - capital nacional (a) 2. Andijã (Andijã) 3. Bucara (Bucara) 4. Fergana (Fergana) 5. Jizaque (Jizaque) 6. Namangã (Namangã) 7. Navoi (Navoi) 8. Casca Dária (Carxi) 9. Samarcanda (Samarcanda) 10. Sir Dária (Gulistão) 11. Surcã Dária (Termez) 12. Tasquente (Tasquente) 13. Corásmia (Urguenche) 14. República do Caracalpaquistão (Nucus) (b) (a) cidade autónoma (b) república autónoma |

## Economia

Principais produtos de exportação do Uzbequistão em 2019

O Uzbequistão foi uma das zonas mais pobres da antiga União Soviética com mais de 60% da sua população a viver em comunidades rurais densamente povoadas. Atualmente, o país é o 6.° maior exportador de algodão, um grande produtor de ouro e gás natural, e ao nível regional um importante produtor de produtos químicos e maquinaria.
Na agricultura, em 2018, o país era um dos 10 maiores produtores do mundo de algodão, cenoura, melancia, damasco e pepino, além de ter grandes produções de trigo, batata, tomate, uva, maçã, cebola, ameixa, entre outros produtos. Na pecuária, o país era, em 2019, um dos 20 maiores produtores do mundo de carne bovina e leite de vaca, entre outros. O país também foi, em 2019, o 15.º maior produtor mundial de lã. As maiores exportações de produtos agropecuários processados do país em termos de valor, em 2019, foram: algodão (U$ 281 milhões), feijão (U$ 166 milhões), farinha de trigo (U$ 104 milhões), passas (U$ 101 milhões), pimenta (U$ 76 milhões), cebola (U$ 68 milhões), damasco (U$ 67 milhões), tomate (U$ 53 milhões), entre outros.
Sobre a mineração, o país é um grande extrator de ouro (12.º maior do mundo em 2019) e urânio (5.º maior do mundo em 2019), além de ter grandes produções de rênio, molibdênio e fosfato. O Uzbequistão era o 15.º maior produtor mundial de gás natural em 2015 e o 16.º maior exportador de gás do mundo em 2014. O país também produz carvão: foi o 34.º maior do mundo em 2018, com 3,9 milhões de toneladas.
Na indústria, o Uzbequistão tinha a 66.ª indústria mais valiosa do mundo (US$ 11,3 bilhões *) em 2004, de acordo com o Banco Mundial. Foi o 31.ª maior produtor mundial de veículos (271 mil unidades) em 2019. Foi o 7.º maior produtor mundial de óleo de algodão em 2018.
No comércio exterior, foi o 78.º maior exportador mundial em 2020 (US$ 14,9 bilhões em mercadorias). Considerando-se bens e serviços exportados, chega a US$ 16,9 bilhões e fica no 84.º posto. Nas importações, foi o 70.º maior importador do mundo em 2019, com US $ 21,8 bilhões.

## Infraestrutura

### Educação
O Uzbequistão tem uma alta taxa de alfabetização 99,9% dos adultos com mais de 15 anos sabem ler e escrever. Os alunos frequentam a escola de segunda a sábado durante o ano letivo, e a educação formal termina no final do 11º ano. De acordo com a Agência de Estatísticas do Uzbequistão, o número de instituições de ensino geral no Uzbequistão no início do ano letivo de 2022/2023 era de 10.522. Várias escolas secundárias, escolas especializadas, escolas magnet, ginásios, liceus e ginásios linguísticos e técnicos foram estabelecidos recentemente. O ensino secundário profissional é fornecido em escolas profissionais ou técnicas especializadas, liceus ou faculdades e escolas profissionais. No início do ano letivo de 2022/2023, a proporção de alunos do sexo masculino no número de alunos em instituições de ensino secundário geral era de 51,3%, e a proporção de alunas era de 48,7%. 
Existem inúmeras universidades, institutos, academias, conservatórios, faculdades e instituições de ensino superior no Uzbequistão. Há três níveis principais: ensino superior básico, que fornece as bases da área de estudo escolhida e leva ao bacharelado ensino superior especializado, no qual os alunos recebem um diploma de especialista; e ensino superior científico e pedagógico, que leva ao mestrado. A pós-graduação pode levar à obtenção do título de bacharel em ciências e ao Doutor em Ciências (PhD). Com a adoção das Leis de Educação e Ensino Superior, foi criado o setor privado e diversas instituições privadas foram licenciadas .
No Uzbequistão, o gasto público com educação representou 5,6% do PIB em 2019 e 6,2% do PIB em 2021. Em 2019, a maior parcela do gasto total com educação foi destinada ao ensino médio (aproximadamente 65%), educação pré-escolar (21%), educação superior (10%) e educação secundária especial (4%).
Em 2023, o UNICEF apoiou o Governo do Uzbequistão no desenvolvimento de um Roteiro para a Reforma Educacional, que visa reunir os esforços do Governo, parceiros de desenvolvimento, professores, pais, alunos e comunidades escolares para alcançar os objetivos estratégicos delineados para uma educação transformadora de qualidade 

## Forças armadas

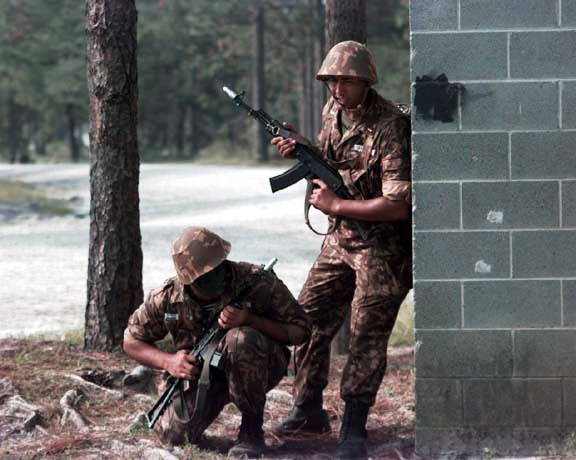
Soldados do exército uzbeque

Com quase 65 000 militares no serviço ativo, o Uzbequistão possui as maiores forças armadas da Ásia Central. A sua estrutura militar e a maioria de seu equipamento são em grande parte herdados do Distrito Militar do Turquestão do Exército Soviético. Após a independência do país em 1991, as forças armadas uzbeques têm recebido equipamentos estrangeiros, em especial dos Estados Unidos.
O governo uzbeque aceitou as obrigações de controle de armas da antiga União Soviética, aderindo ao Tratado de Não Proliferação Nuclear (como um Estado não nuclear) e apoiou um programa ativo da Agência de Redução de Ameaças de Defesa dos Estados Unidos (DTRA) no oeste do Uzbequistão (Nukus e Ilha Vozrojdenia). O governo do Uzbequistão gasta cerca de 3,7% do PIB nas forças armadas, mas tem recebido uma crescente infusão de Financiamento Militar Estrangeiro (FMF) e outros fundos de assistência à segurança desde 1998.
Após os atentados terroristas de 11 de setembro de 2001, o Uzbequistão aprovou o pedido do Comando Central dos Estados Unidos para acesso a uma base aérea, o aeródromo de Karshi-Khanabad, no sul do país. No entanto, o Uzbequistão exigiu que os Estados Unidos se retirassem das bases aéreas após o Massacre de Andijã e a reação dos Estados Unidos ao evento. As últimas tropas dos EUA deixaram o Uzbequistão em novembro de 2005. Em 2020, foi revelado que a antiga base dos Estados Unidos estava contaminada com materiais radioativos que podem ter resultado em taxas de câncer excepcionalmente altas no pessoal americano estacionado lá. No entanto, o governo do Uzbequistão negou esta declaração alegando que nunca houve tal caso.
Em 23 de junho de 2006, o Uzbequistão tornou-se um participante pleno do Organização do Tratado de Segurança Coletiva (CSTO), mas informou o CSTO para suspender sua adesão em junho de 2012.

## Esportes

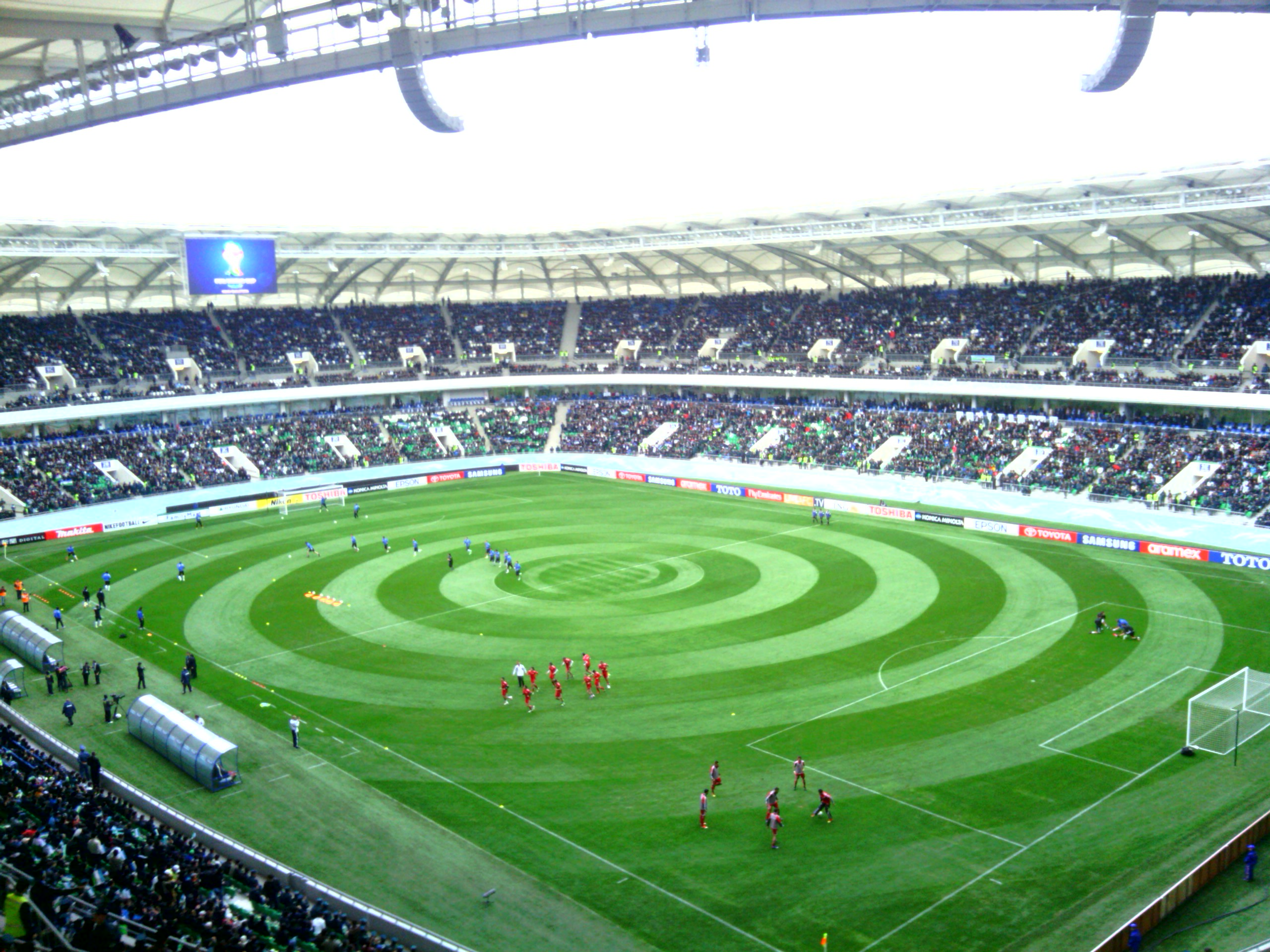
Estádio Milliy em Tasquente

O futebol é o esporte mais popular no Uzbequistão. A principal liga de futebol do Uzbequistão é a Superliga Uzbeque, composta por 16 equipes desde 2015. O FC Pakhtakor detém o recorde de maior campeão do Uzbequistão, tendo vencido a liga dez vezes. Os clubes de futebol do Uzbequistão participam regularmente na Liga dos Campeões da AFC e da Copa da AFC. O Nasaf Qarshi venceu a Copa da AFC em 2011, a primeira copa internacional de clubes da história do futebol uzbeque. No dia 5 de junho de 2025, a Seleção Uzbeque garantiu pela primeira vez uma vaga para a Copa do Mundo em 2026.
Em 2025, o jogador de futebol internacional uzbeque Abdukodir Khusanov, um zagueiro, foi transferido do Lens para o Manchester City em um contrato de quatro anos e meio, tornando-se o primeiro jogador uzbeque a competir na Premier League.
Boxe também é um dos esportes mais populares no Uzbequistão. O Uzbequistão tem dez campeões olímpicos, vencedores de duas medalhas de prata e oito medalhas de bronze nos Jogos Olímpicos neste esporte. O país também tem o maior número de vencedores de medalhas no boxe nos Jogos Asiáticos, o Campeonato Asiático e o Mundial. Nos Jogos Olímpicos de Verão de 2016, a equipe do Uzbequistão boxe ficou em primeiro lugar na classificação de medalhas no boxe, ganhando 3 medalhas de ouro, 2 de prata e 2 de bronze. Nos Jogos Olímpicos de Verão de 2024, a equipe de boxe do Uzbequistão teve um desempenho ainda melhor: cinco boxeadores uzbeques foram premiados com medalhas de ouro .
O Humo Tashkent é a equipe profissional de hóquei no gelo foi criada em 2019 com o objetivo de ingressar na Liga Continental de Hóquei (KHL), uma liga euroasiática de alto nível do esporte. A Humo ingressará na Supreme Hockey League (BVS) de segundo nível na temporada 2019-20. Humo joga seus jogos no Humo Ice Dome. O nome do time e a arena derivam seu nome do mítico pássaro Huma, um símbolo de felicidade e liberdade.
O tênis é um esporte muito popular no Uzbequistão, especialmente após a soberania do Uzbequistão em 1991. O Uzbequistão tem sua própria Federação de Tênis chamada "UTF" (Federação de Tênis do Uzbequistão), criada em 2002. O Uzbequistão também organiza um torneio internacional de tênis da WTA, o "Tashkent Open", realizada na capital do Uzbequistão. O boxe também é popular no país, tendo Ruslan Chagaev ganhado o campeonato mundial da WBA em 2009. Na luta olímpica Artur Taymazov conquistou três medalhas de ouro no esporte.